# 20106 Morton
20106 Morton (1995 QG) là một tiểu hành tinh vành đai chính được phát hiện ngày 20 tháng 8 năm 1995 bởi D. D. Balam ở National Research Council of Canada.